# حارة الشاعر (المنصورة)
حارة الشاعر هي إحدى حارات حي 22 يونيو الواقع بمديرية المنصورة التابعة لمحافظة عدن، بلغ تعداد سكانها 5297 نسمة حسب تعداد اليمن لعام 2004.